# Endraum
Endraum ist ein Musikprojekt, das 1989 von Hovi Miskovics und Roman Rütten in Frankfurt am Main gegründet wurde. 

## Stil
Gemeinsam mit Bands wie Goethes Erben und Das Ich werden sie in der Fachpresse als Mitgestalter einer Aufbruchsphase der Dark-Wave-Szene im Deutschland der späten 1980er-Jahre und als Teil einer Bewegung betrachtet, die seinerzeit als Neue Deutsche Todeskunst bezeichnet wurde. In der Mitte der 1990er-Jahre wandelte sich ihr Stil von der ursprünglich neoklassischen Grundausrichtung zunehmend in Richtung Ambient/Electronica.

## Geschichte
Die Gruppe ging aus der Vorgängerband Crux Ansata hervor, die 1989 ein Album im Eigenvertrieb veröffentlichte.

Zum Namen des Projekts erklären Endraum: 

„Endraum stand für eine Idee, die versuchte alles auf seinen Ursprung zurückzuführen – auf das innerste Gefühl. Ein Raum am Ende, der niemals seinen Ausgang preisgibt. Es geht um den inneren Raum im Menschen selbst. Wir versuchen das Unbewusste darzustellen. Es ist die Verarbeitung von Träumen, Musik und Malerei.“

Im Gegensatz zu Goethes Erben oder Das Ich blieb Endraum der große (kommerzielle) Durchbruch damals versagt. Konzerte finden relativ selten statt, dafür jedoch über die ganze Welt verteilt (Deutschland, Italien, Russland, Griechenland, Polen, Belgien), vereinzelt mit einem Bassisten als Gastmusiker. Anders als viele der elektronisch orientierten Bands spielen Endraum komplett live. Lediglich die Rhythmen kamen häufig vom DAT.
Für die zweiteilige ARD-Dokumentation „Hitlers Stellvertreter -- Aufstieg und Fall des Rudolf Heß“ (Erstsendung am 18. Mai 2005) produzierten Endraum eigens einen Soundtrack. Weitere Musikproduktionen für das deutsche Fernsehen folgten („Zug um Zug“-Themenabend auf arte, Erstsendung am 31. Mai 2005; „Der Tag als ich mein Herz schlagen hörte“ des Hessischen Rundfunks, Erstsendung am 4. Juli 2005).
Nachdem die ersten Alben auf dem Label Danse Macabre veröffentlicht wurden, gründeten Endraum 1994 ihr eigenes Label Weisser Herbst Produktion, auf dem alle weiteren regulären Alben der Gruppe erschienen sind. Das Label ist inzwischen ein Sublabel der Trisol Music Group und veröffentlichte auch für andere Bands wie The Frozen Autumn, End of Orgy und Sea of Tranquility.

## Stil
Obgleich die Wurzeln von Endraum im gitarren-orientierten Post-Punk- und Dark-Wave-Umfeld der 1980er Jahre und bei Bands wie Joy Division liegen, wurde die Musik, für die vornehmlich Roman Rütten verantwortlich zeichnet, von Beginn an überwiegend elektronisch erzeugt. Durch die Detailfreude und die Vielschichtigkeit ihrer Kompositionen sowie den häufigen Einsatz natürlich klingender Piano- und Streicher-Stimmen versuchen Endraum einen sehr „organischen“ Gesamtklang zu kreieren. Hinzu kommen die von Hovi Miskovics meist ruhig und konzentriert gesprochenen, deutschsprachigen Gedichte, die durch Wortspiele und Anlehnungen an den Surrealismus auffielen. Miskovics sorgt zudem mit seinen ebenfalls teils an den Surrealismus, teils an den Kubismus erinnernden Bildern für das visuelle Erscheinungsbild von Endraum, in erster Linie durch die Gestaltung des CD-Artworks. An mehreren Alben waren zudem zahlreiche Gastmusiker, wie etwa Laura Carleton von Sea of Tranquility oder Yvon Million und Dominique Oudiou von der französischen Cold-Wave-Band Neutral Project, beteiligt.

## Diskografie

### Demos/MCs
- Phantastisch Zwecklos (1991, MC, 1998 wiederveröffentlicht)
- Sehnsucht (1991, MC, 1998 wiederveröffentlicht)
- Der Rosengarten (1992, MC)

### Alben
- Zeitenlicht (1993)
- In flimmernder Nacht (1993)
- Morgenröte (1994)
- Appell an die Muse (1994, EP)
- Innerlichkeit (1996)
- Der blaue Kreis - Remixe (1996)
- blauK (1996, Live-Mitschnitt vom 26. Mai 1995, Festival Dahee, Paris)
- Nachtstrahl (1998)
- Blauhauch (1999)
- Der Leanderkern (2001, DoCD)
- Herzklang spiegelt am Strassenrand (2001)
- Traumstaub (2004, CD mit DVD)
- Zeitfäden  (2008, limitierte Auflage von 300 Stück (handnummeriert))

### Fanclub-CDs
Endraum pflegen über eine Mailingliste einen engen Kontakt zu ihren Anhängern und luden in den letzten Jahren regelmäßig zu Fanclub-Treffen nach Frankfurt ein. Dort Anwesende hatten die Möglichkeit, diese CDs in speziellen Kleinstauflagen von 10–20 Exemplaren zu erhalten. Auf ihnen befindet sich sonst meist unveröffentlichtes Material.
- Weimar 99 (2000, Konzertmitschnitt)
- Der Leanderkern (2000, CD2 der 2001 erschienenen DoCD Der Leanderkern)
- Crux Ansata – I Feel the Atmosphere (2001, 4-Spur-Aufnahmen des pre-Endraum-Projekts)
- Herzklang (2001, Instrumentalfassung des Albums Herzklang spiegelt am Strassenrand)
- Eine Nacht im Traumstaub (2002, Mitschnitt einer Nacht im Studio, im Gedenken an Yvon Million)
- Es ist ein Augenblick (2003, Import aus Russland, Mitschnitt eines Konzerts in Moskau 2001)
- Filmmusik 2005 (2005, Soundtracks zu den TV-Produktionen „Hitlers Stellvertreter“ und „Der Tag, als ich mein Herz schlagen hörte“, s. o.)